# قطعنامه ۲۱۶۶ شورای امنیت
قطعنامه ۲۱۶۶ شورای امنیت سازمان ملل متحد سندی بین‌المللی دربارهٔ اوکراین و پرواز شماره ۱۷ هواپیمایی مالزی است. این قطعنامه طی نشست شورای امنیت سازمان ملل متحد در تاریخ ۲۱ ژوئیه ۲۰۱۴ میلادی با ۱۵ رأی موافق، ۰ مخالف و ۰ ممتنع به تصویب رسید.